# Domingo Pérez (football)
Pour les articles homonymes, voir Pérez.
Pérez  Silva est un nom espagnol. Le premier nom de famille, en général paternel, est Pérez ; le second, en général maternel, souvent omis, est Silva.
Domingo Salvador Pérez Silva, né le 7 juin 1936 à Paysandú en Uruguay et mort le 16 août 2024, est un joueur de football international uruguayen, qui joue au poste d'attaquant.

## Biographie

### Carrière en club
Avec le Club Nacional, il remporte deux championnats d'Uruguay et dispute deux finales de Copa Libertadores.

### Carrière en sélection
Avec l'équipe d'Uruguay, il joue 29 matchs (pour 6 buts inscrits) entre 1959 et 1967. 
Il figure dans le groupe des sélectionnés lors des Coupes du monde de 1962 et de 1966. Lors du mondial 1962 organisé au Chili, il joue trois matchs : contre la Colombie, la Yougoslavie et l'Union soviétique. Lors du mondial 1966 qui se déroule en Angleterre, il joue quatre matchs : contre le pays organisateur, la France et le Mexique lors du premier tour, puis contre l'Allemagne lors des quarts de finale.
Il participe également aux championnats sud-américains de 1959 (Argentine), de 1959 (Équateur) et de 1967. Il remporte le tournoi de 1959 organisé en Équateur et celui de 1967 organisé dans son pays natal.

## Palmarès
| Club Nacional - Championnat d'Uruguay (2) : - Champion : 1963 et 1966. - Copa Libertadores : - Finaliste : 1964 et 1967. |  | Uruguay - Championnat sud-américain (2) : - Vainqueur : 1959 (Équateur) et 1967. |